# Дренте, Эжен

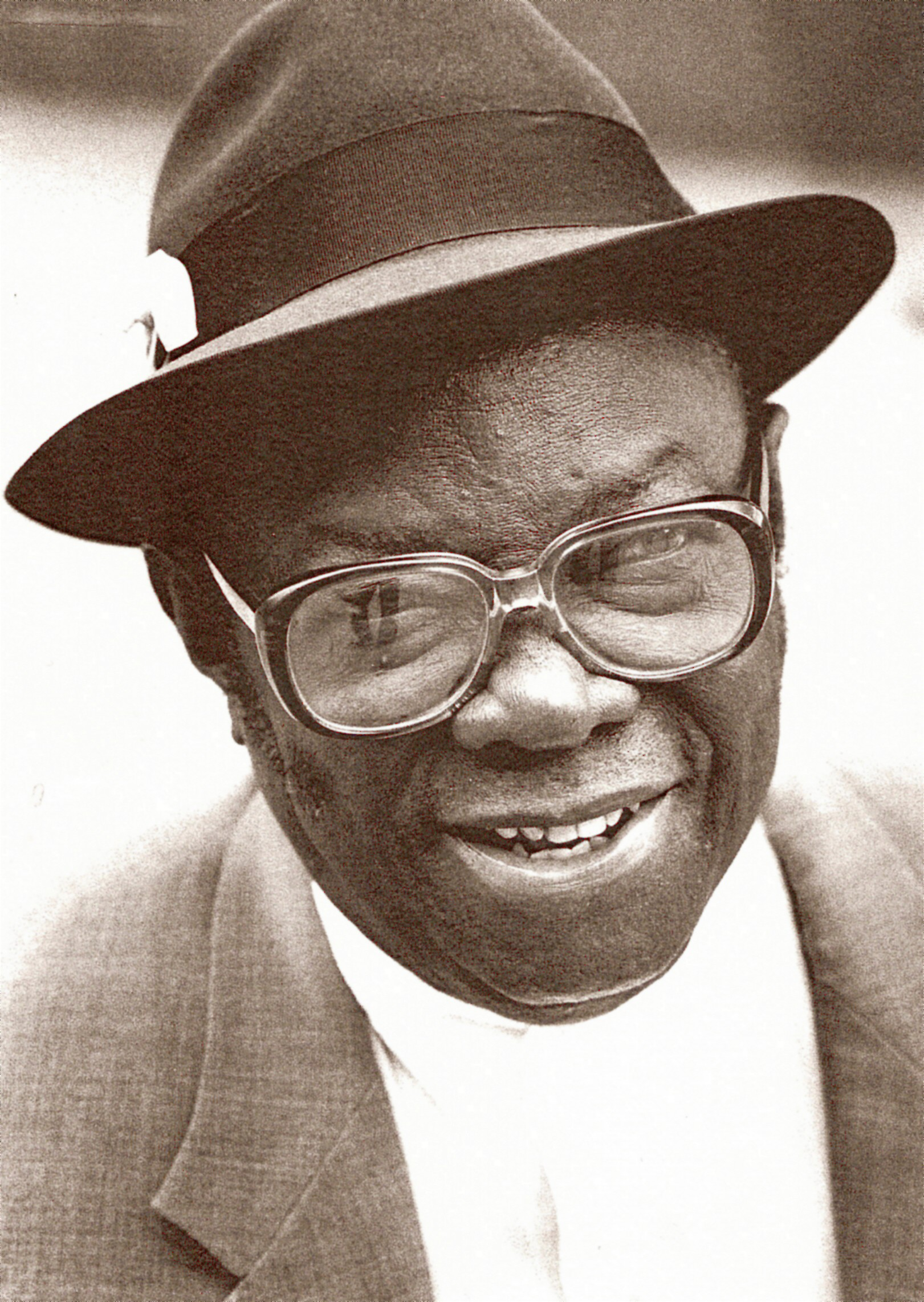
Эжен Дренте

Эжен Дренте (нидерл. Eugène Constantijn Donders Drenthe, 12 декабря 1925, Лаарвейк, округ Коммевейне, тогда Голландская Гвиана — 30 марта 2009, Роттердам) — суринамский поэт, драматург, театральный режиссёр. Писал на голландском и креольском языках.

## Биография
Учился театральному искусству, с 1959 писал и ставил пьесы на материале креольского фольклора. В 1977 переехал в Нидерланды.

## Произведения

### Пьесы
- Rudy, het voetbaljongetje (1959)
- Djompo abra (1977)
- Eigen oogst/ Apna phal (1988)
- Katibo bagasi (1998)

### Стихи
- Skuma/ Schuim (1982)
- Sroysi/ Sluis (1984)
- Sipi/ Schip (1991)
- Bromtyi/ Bloemen (2000)

## Признание
Орден Оранских-Нассау (1972). Голландская театральная премия Булавка Эразма (2005).